# Cantón Logroño
Logroño es un cantón de la provincia de Morona Santiago en Ecuador, tiene una población de 5.723 habitantes.  Su cabecera cantonal es la ciudad de Logroño. Su alcalde para el período 2009-2014 es el Prof. Galo Utitiaj.  Su fecha de cantonización es el 22 de enero de 1997.

## Extensión y límites
El cantón Logroño tiene una extensión de 1.218km2. Sus límites son:
- Al norte con los cantones Sucúa y Morona.
- Al sur y oeste con el cantón Tiwintza.
- Al este con el cantón de Morona.

## División política

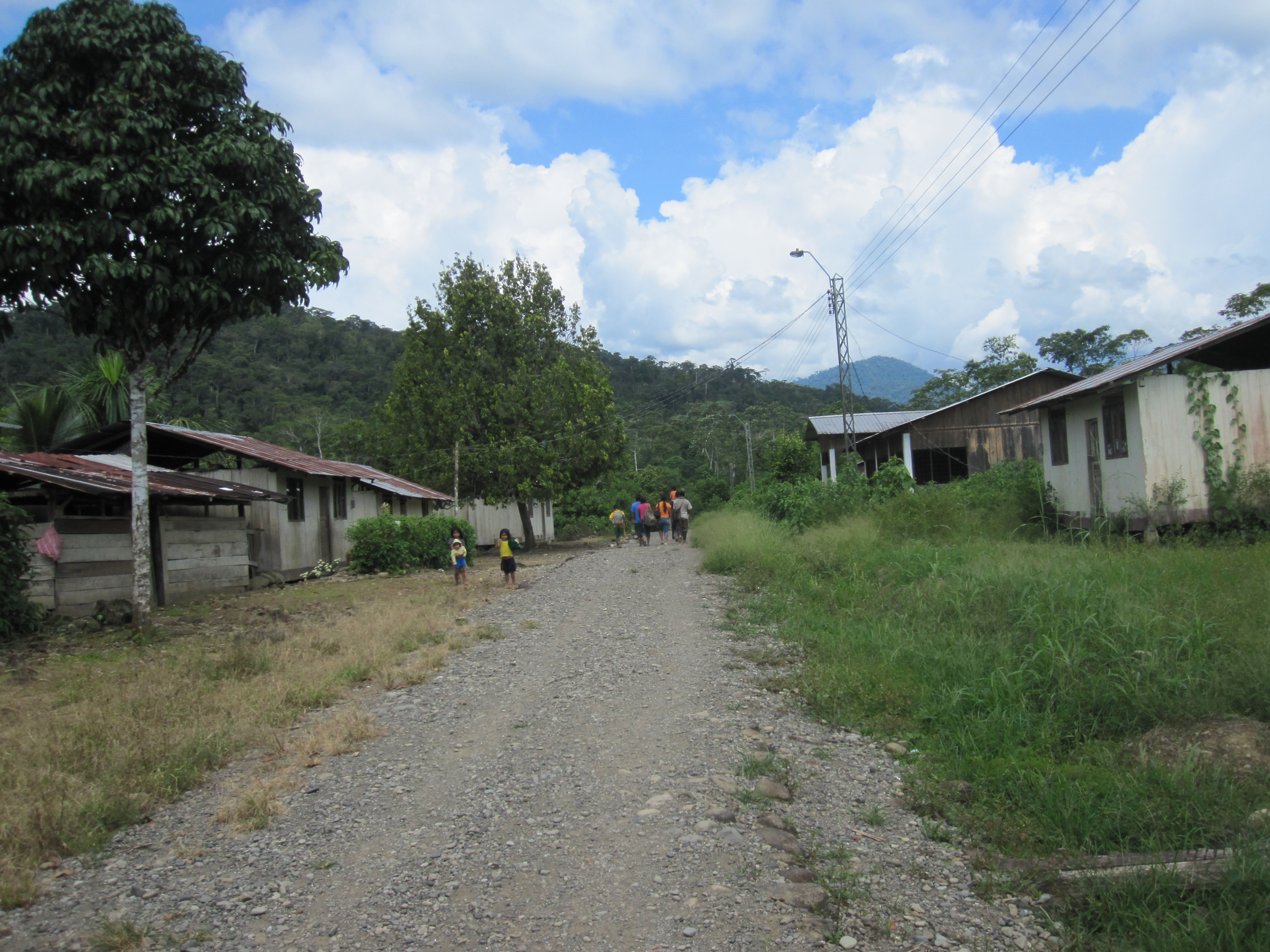
Yaupi

Logroño se divide en tres parroquias:

Parroquia Urbana
- Logroño (cabecera cantonal).

Parroquias Rurales
- Yaupi.
- Shimpis.